# 11072 Hiraoka
11072 Hiraoka eller 1992 GP är en asteroid i huvudbältet som upptäcktes den 3 april 1992 av de båda japanska astronomerna Kazuro Watanabe och Kin Endate vid Kitami-observatoriet. Den är uppkallad efter amatörastronomen Hiroyuki Hiraoka.
Asteroiden har en diameter på ungefär 9 kilometer.